# Laboratoire d'analyse et d'architecture des systèmes

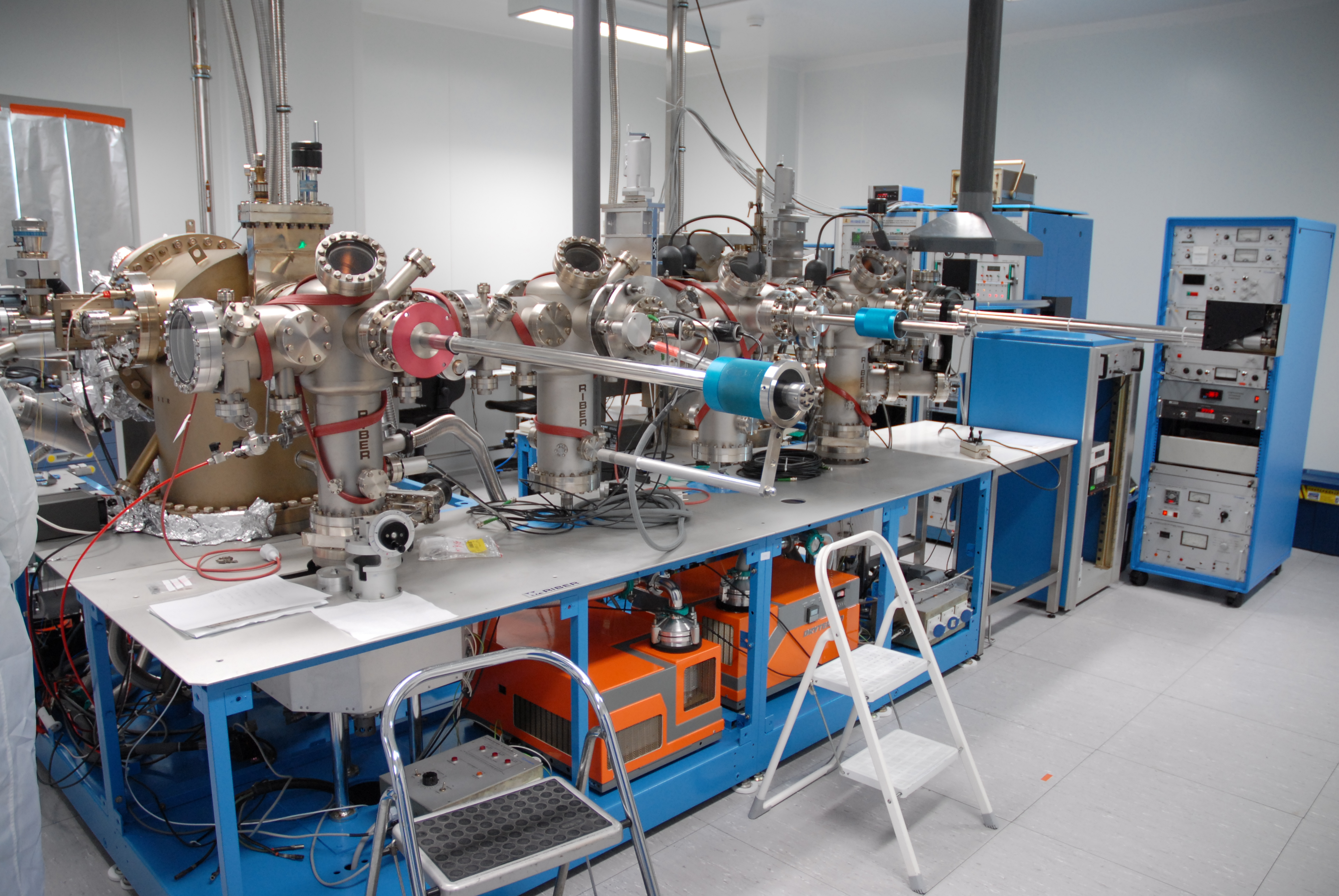
Système d'épitaxie par jet moléculaire à la centrale de technologie du LAAS-CNRS à Toulouse.

Le laboratoire d'analyse et d'architecture des systèmes (LAAS) est une unité propre de recherche (UPR) du Centre national de la recherche scientifique (CNRS) située sur le complexe spatial de Lespinet, à Toulouse. Au 1er janvier 2019, le LAAS est constitué de 577 personnes (chercheurs, ITA et doctorants) et de 26 groupes de recherche répartis dans 8 départements scientifiques. Créé en 1968 sous le nom de « Laboratoire d'automatique et de ses applications spatiales », en association avec l'Université de Toulouse, il mène des recherches en informatique, robotique, automatique et micro et nano systèmes. Le LAAS promeut par ailleurs la recherche transdisciplinaire par le biais de 4 axes stratégiques : Intelligence ambiante, Vivant (biologie, environnement, médecine), Espace et Énergie.

## Domaines de recherche

### Micro et nano systèmes
Modélisation, conception et technologie de micros et nano-systèmes pour la transmission de l’information et la communication, la gestion de l’énergie électrique, la chimie et les sciences du vivant.

### Automatique et traitement du signal
Systèmes non linéaires, contrôle robuste et adaptatif, filtrage et traitement du signal, diagnostic, optimisation mathématique, planification de production, appliqués en particulier aux systèmes aéronautiques, spatiaux, biotechnologiques, de télécommunication ou de production.

### Robotiqueetintelligence artificielle
Fonctions sensorimotrices, de perception, d’interprétation, d’apprentissage, de décision et d’action intégrées dans des architectures cognitives. Sont étudiés : la planification du mouvement humanoïde et moléculaire, l’interaction humain machine, la robotique extérieure et aérienne et les systèmes multi robots.

### Systèmes informatiques critiques
Systèmes informatiques résilients et sûrs de fonctionnement, architectures et protocoles de communication, réseaux à qualité de service et leur métrologie, coopération multimédia.

## Des équipements technologiques de pointe

### Centrale de technologie RTB pour les micro et nanotechnologies
- la centrale de technologie du LAAS sur Commons

La plate-forme est intégrée au réseau Renatech de recherche technologique de base (RTB) du CNRS, avec 1 500 m2 en salle blanche de classe 10 000 à 100. Des recherches à l'échelle des matériaux et des composants (micro et nano-systèmes) y sont menées dans divers domaines tels que l'électronique, l'énergie, l'optique et les biotechnologies.

### Plate-forme Caractérisation / Interactions avec le vivant
La plate-forme Caractérisation est constituée de 78 bancs de tests répartis sur 800 m2. Il s'y trouve des équipements de caractérisation de composants et de micro-nano systèmes dans les domaines électrique, micro ondes, optique, chimique et biologique. A cela vient s'ajouter une plate-forme de nanobiotechnologies de 400 m2 reliée à l'axe Vivant et au programme ALIVE.

### Plate-forme CAO pour les micro et nano systèmes
Elle est constituée de stations de travail et d'un cluster de calcul pour la simulation et la conception de micro et nano-systèmes.

### Plate-forme robotique

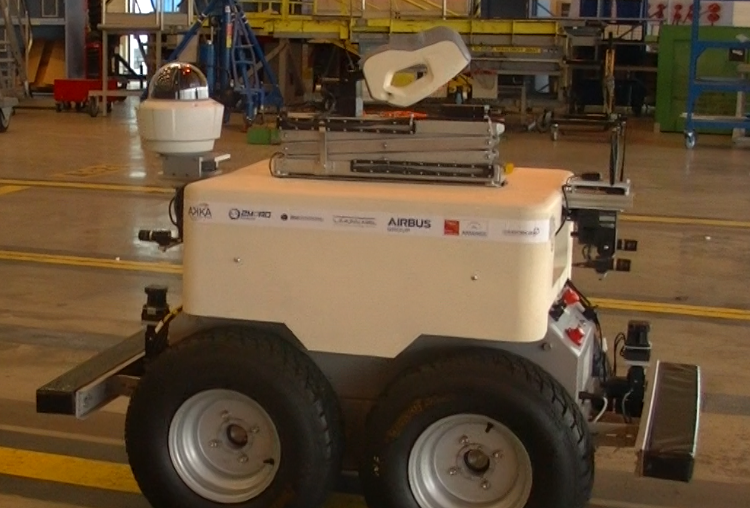
Le robot Air-Cobot dans un hangar d'Air France Industries.

Cette plate-forme est constituée de deux salles d'expérimentation et héberge deux robots humanoïdes, quatre robots d'intérieur à roues, trois robots d'exploration extérieure et plusieurs drones. Les plus connus sont les robots humanoïdes HRP-2 et Roméo ainsi que le robot mobile collaboratif Air-Cobot qui est chargé d'inspecter les avions. Membre du réseau Robotex (équipement d’excellence).

### Plate-forme Energie
Bâtiment ADREAM à énergie optimisée comportant des panneaux solaires intégrés à son architecture et des équipements électriques associés (batteries, convertisseurs, logiciels…) accompagnés de 6 000 capteurs.

## Une tradition d’innovation et de partenariat avec l’industrie
Le LAAS-CNRS a tissé un réseau de partenariat dans de nombreux domaines d’applications : aéronautique, spatial, systèmes embarqués, transport, réseaux, chimie, santé, environnement, énergie, défense et services. La recherche partenariale a pris la forme originale des « laboratoires communs recherche industrie », concept inventé au LAAS en 1991. Cette relation avec les industriels, grands groupes ou PME, s’est également traduite par un « club des affiliés ». Les travaux du LAAS-CNRS sont en synergie avec les domaines d’activités des pôles de compétitivité de Midi-Pyrénées (Aerospace Valley, Cancer-Bio-Santé, Agrimip et Eau) ainsi que les pôles Systematic, Cap Digital et Derbi. Ils s’intègrent dans plusieurs plates-formes de l’IRT AESE.
Fin 2016, le LAAS a annoncé la création d'un laboratoire commun avec l'entreprise Lacroix autour du développement de systèmes pyrotechniques, depuis la pyrotechnie embarquée dans les contre-mesures sur des avions de combat, jusqu'à la pyrotechnie de loisir.